# تله‌کامپیوتینگ
تله‌کامپیوتینگ (انگلیسی: TeleComputing) شرکت فناوری اطلاعات نروژی است، که در سال ۲۰۰۰ تأسیس شد.